# Grand Casablanca
Grand Casablanca (arabe : جهة الدار البيضاء الكبرى) était une ancienne région marocaine , et l'une des seize régions du Maroc avant le découpage territorial de 2015.

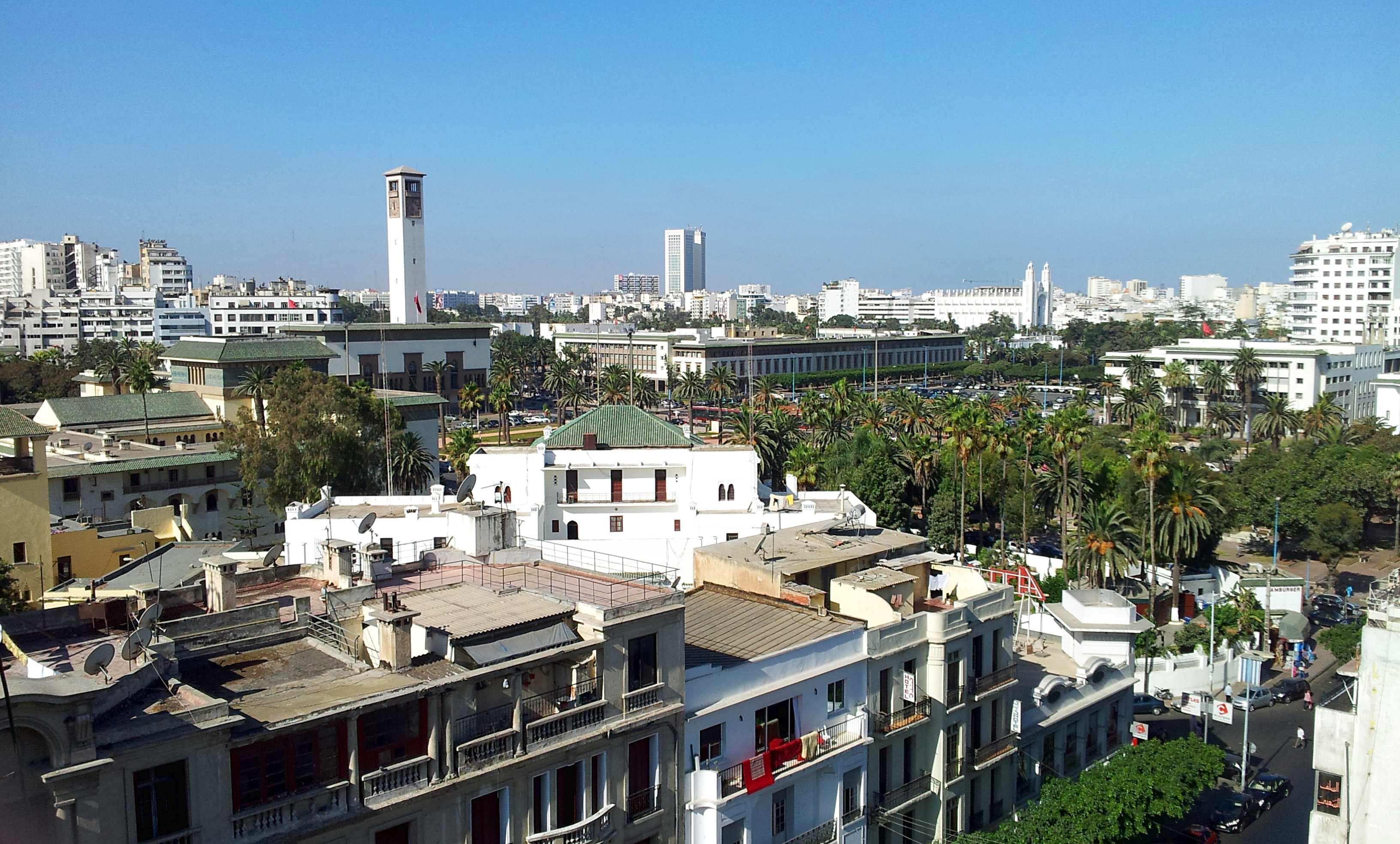
Au centre de Casablanca.

À l'issue de celui-ci, elle a été intégrée avec les provinces d'El Jadida et de Sidi Bennour de l'ancienne région de Doukkala-Abda ainsi que les provinces de Settat, Benslimane et Berrechid de l'ancienne région de Chaouia-Ouardigha dans la nouvelle région de Casablanca-Settat.

## Géographie
L'ancienne région du Grand Casablanca était située au nord-ouest du pays et était la région la plus peuplée. Sa superficie était de 1 615 km² pour une population  de 4 055 807 habitants (2012). Sa capitale était Casablanca.
La région se situait entre la région de Chaouia-Ouardigha au sud-ouest et la région de Rabat-Salé-Zemmour-Zaër au nord-est.
La région du Grand Casablanca se composait de deux préfectures et deux provinces : 
- Préfecture de Casablanca
- Préfecture de Mohammédia
- Province de Nouaceur
- Province de Médiouna

## Économie
La région du Grand Casablanca, d'une superficie de 1 117 km2, génère à elle seule 19 % du PIB national, possède 40 % des établissements industriels, attire 48 % des investissements et compte 30 % du réseau bancaire. Elle jouit d'infrastructures portuaires, aéroportuaires, ferroviaires et routières qui facilitent la circulation des marchandises et des gens. Le port de Casablanca cumule pas moins de 40 % des échanges extérieurs avec quelque 20 Mt/an. Celui de Mohammédia 15 %. L'aéroport Mohammed V concentre 40 % des mouvements d'avions avec 43 000 t/an et 51 % des mouvements de passagers. Le réseau routier représente un tiers du parc national avec 633 km, le réseau ferroviaire comporte 80 km en double voie électrifiée. Le train urbain « Albidaoui » transporte quelque huit millions de passagers par an. Le secteur des services représente 57 % des activités, arrivent en bonne place, l'industrie 41 % et, loin derrière, l'agriculture, la pêche et l'élevage avec 2 %.

## Logement
En matière d'habitat, le milieu urbain est dominé par le type marocain (moderne ou traditionnel), qui loge 60,2 % des ménages de la région. 47 % de ces ménages sont des locataires et plus du tiers est propriétaire de leur logement, en milieu urbain. Dans le monde rural, 81 % des ménages sont propriétaires (51,3 %) ou logés gratuitement (29,7 %). Quant au pourcentage des logements reliés au réseau public de distribution de l'eau courante, il se situe autour de 82,5 % des ménages en milieu urbain et de 6,4 % en milieu rural. Quant à l'électricité, le pourcentage des ménages qui en bénéficient s'élèvent à 85,1 % en milieu urbain et à 17,7 % dans le monde rural. Concernant la taille moyenne des ménages de la région, elle est de 5,4 personnes (5,4 dans les villes et 5,5 personnes dans les campagnes). L'indice synthétique de fécondité (nombre moyen d'enfants par femme) est de l'ordre de 2,2 enfants par femme.

## Démographie
Près de 4 millions d'habitants dont moins de 150 000 sont ruraux. 
| 3 100 000                                                           | 3 728 824 | 4 055 807 |
| 1994: évaluation, 2004 : recensement officiel ; 2010 : calculation. |           |           |

## Préfectures et provinces
| Subdivisions             | Population en 1994 | Population en 2004 |
| ------------------------ | ------------------ | ------------------ |
| Préfecture de Casablanca | 2 717 125          | 2 949 805          |
| Préfecture de Mohammédia | 257 001            | 322 286            |
| Province de Nouaceur     | 89 582             | 236 119            |
| Province de Médiouna     | 62 609             | 122 851            |

## Walis du Grand Casablanca
Ce poste a été créé le 27 juillet 1981 par le roi Hassan II.
| Walis                 | Début            | Fin                                         |
| --------------------- | ---------------- | ------------------------------------------- |
| Khalid Safir          | octobre 2013     |                                             |
| Mohamed Boussaïd      | 11 mai 2012      | octobre 2013 (devenu ministre des Finances) |
| Mohamed Halab         | 22 janvier 2009  | 11 mai 2012                                 |
| Mohamed Kabbaj        | 24 juin 2005     | 22 janvier 2009                             |
| M'hamed Dryef         | 27 mars 2003     | 24 juin 2005                                |
| Driss Benhima         | juillet 2001     | 26 mars 2003                                |
| Moulay Slimane Alaoui | 31 décembre 1999 | juillet 2001                                |
| Hassan Ouchen         | 3 octobre 1998   | 31 décembre 1999                            |
| Hammouda El Caïd      | 1995?            | 3 octobre 1998                              |
| Ahmed Moutii          | vers 1991        | 1995?                                       |
| Ahmed Fizazi          | 27 juillet 1981  | vers 1991                                   |

## Sources
- Les régions du Maroc